# 索韦尔
索韦尔（義大利語：Sover），是意大利特伦托自治省的一个市镇。总面积14平方公里，人口906人，人口密度64.7人/平方公里（2009年）。ISTAT代码为022177。